# Barrosa
Barrosa ist eine Gemeinde in Portugal. Die Gemeinde liegt am Rio Sorraia und ist ländlich geprägt.

## Geschichte
Der Ort entstand als mittelalterliche Ortschaft São Brás da Barrosa am Rio Sorraia, etwa 3 km vom heutigen Ortszentrum entfernt. Die im 16. Jahrhundert errichtete, heute denkmalgeschützte Kapelle Capela de São Brás da Barrosa ist vom ursprünglichen Ortskern übrig geblieben.
1988 wurde Barrosa eine eigenständige Gemeinde, durch Ausgliederung aus der Gemeinde Benavente.

## Verwaltung
Barrosa ist Sitz einer gleichnamigen Gemeinde (Freguesia) im Kreis (Concelho) von Benavente im Distrikt Santarém. In ihr leben 638 Einwohner auf einer Fläche von 7 km² (Stand 19. April 2021).
Die Gemeinde besteht nur aus der namensgebenden Ortschaft.